# از تراس
از تراس (به انگلیسی: From the Terrace) فیلمی ۱۴۹ دقیقه‌ای به کارگردانی مارک رابسون با بازی پل نیومن محصول کشور ایالات متحده آمریکا است.